# Herrenberg (Spessart)
Der Herrenberg oder Herrnberg ist ein 341 Meter hoher Berg bei Mömbris im Spessart im bayerischen Landkreis Aschaffenburg.

## Geographie

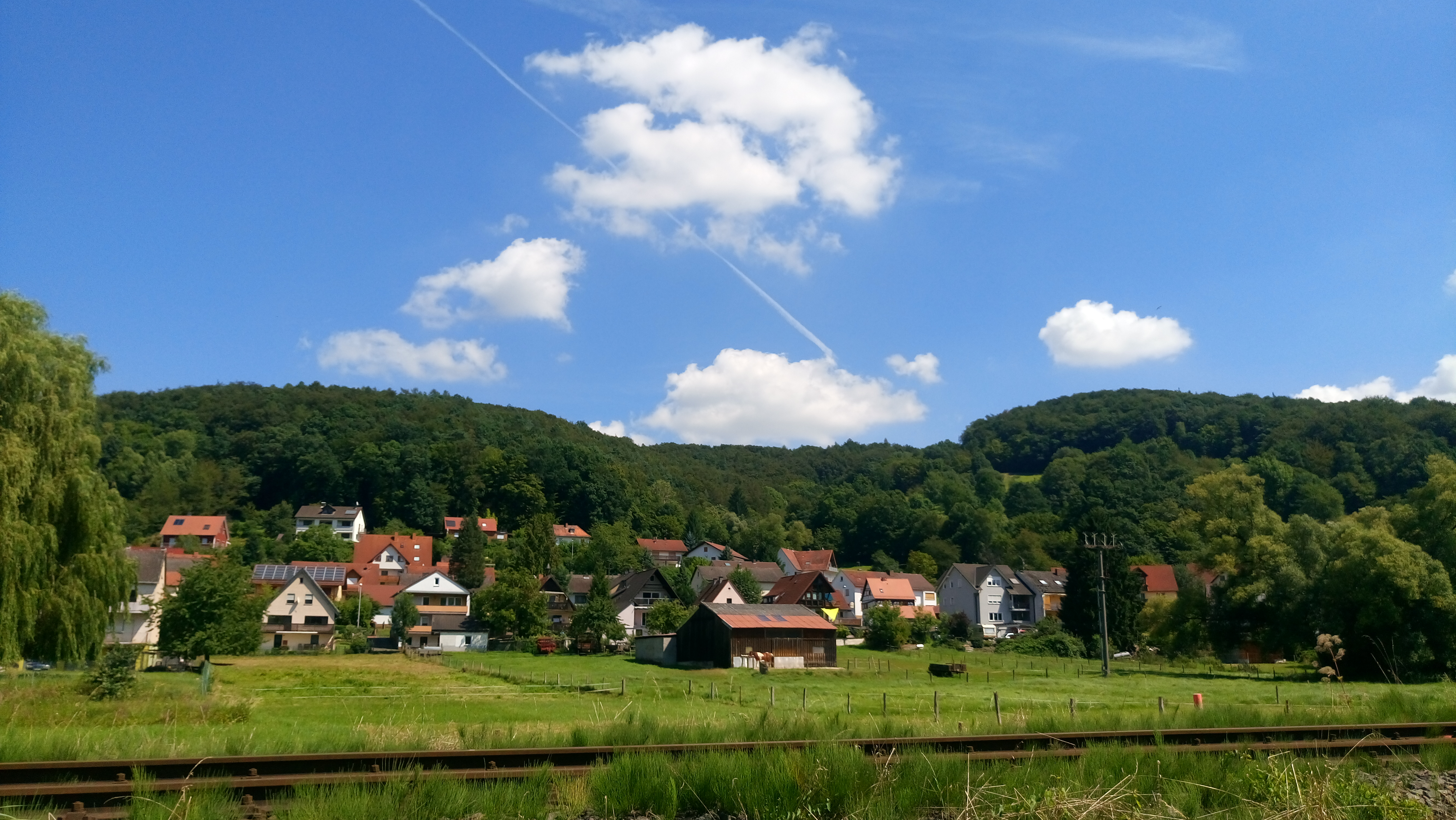
Oberdorf von Niedersteinbach mit dem Herrenberg (hinten links) und dem Steinküppel (hinten rechts)

Am Fuße des Herrenberges liegt im Kahltal der zu Mömbris gehörende Ortsteil Niedersteinbach. Nordöstlich befindet sich das Dorf Dörnsteinbach im Tal des Steinbaches. Der Herrenberg wird im Südosten durch den Oberschurbach begrenzt. Im Osten geht er über einen Gipfelgrat flach zum Dammberg (338 m) bei Oberschur über. Im Süden ist er mit dem Steinküppel (329 m) verbunden. Nur die nördlichen und westlichen Berghänge sind bewaldet (Rübenwald). An den Südhängen des Herrenberges befand sich einst das Dorf Hüttenberg. Dort steht heute noch auf freiem Feld die Hüttenberger Kapelle. Auf dem Gipfel befindet sich der topographisch höchste Punkt der Gemarkung von Niedersteinbach und etwas unterhalb der von Mensengesäß.
Nach dem Herrenberg ist in Niedersteinbach eine Straße benannt.